# Rejencja Gießen
Rejencja Gießen (niem. Regierungsbezirk Gießen) - jedna z trzech rejencji niemieckiego kraju związkowego Hesja. Główny urząd rejencji, prezydium (Regierungspräsidium) ma siedzibę w mieście Gießen.

## Geografia
Rejencja Gießen leży w środkowej części Hesji. Od południa graniczy z rejencją Darmstadt, od zachodu z Nadrenią-Palatynatem i Nadrenią Północną-Westfalią a od północy i od wschodu z rejencją Kassel.

## Historia
Rejencja została założona 1 stycznia 1981, na podstawie ustawy z 15 października 1980. Większość terenów rejencji (poza powiatem Marburg-Biedenkopf, niegdyś w rejencji Kassel) wydzielono z rejencji Darmstadt.

## Podział administracyjny
W skład rejencji Gießen wchodzi 5 powiatów oraz 3 miasta o szczególnym statusie (Sonderstatusstadt), które przejęły niektóre zadania powiatów.
Powiaty ziemskie:
| Lp. | Nazwa powiatu      | Ludność (31.12.2012) | Powierzchnia km² | Liczba gmin |
| --- | ------------------ | -------------------- | ---------------- | ----------- |
| 1   | Gießen             | 253 041              | 854,64           | 18          |
| 2   | Lahn-Dill          | 252 106              | 1066,52          | 23          |
| 3   | Limburg-Weilburg   | 169 904              | 738,48           | 19          |
| 4   | Marburg-Biedenkopf | 241 279              | 1262,55          | 22          |
| 5   | Vogelsberg         | 106 947              | 1458,99          | 19          |

## Prezydenci rejencji
- 1981-1987 Knut Müller (SPD)
- 1987-1989 Tilman Plünder (CDU)
- 1989-1991 Alois Rhiel (CDU)
- 1991-1999 Hartmut Bäumer, pierwszy w Niemczech prezydent rejencji z Partii Zielonych
- od 1999 Wilfried Schmied (CDU)